# Rajd Włoch 2002
Rezultaty Rajdu Włoch (44º Rallye Sanremo – Rallye d’Italia), eliminacji Rajdowych Mistrzostw Świata w 2002 roku, który odbył się w dniach 20 – 22 września. Była to jedenasta runda czempionatu w tamtym roku i piąta asfaltowa, a także piąta w Junior WRC. Bazą rajdu było miasto San Remo. Zwycięzcami rajdu zostali Francuzi Gilles Panizzi i Hervé Panizzi w Peugeocie 206 WRC. Wyprzedzili oni Finów Marcusa Grönholma i Timo Rautiainena także w Peugeocie 206 WRC oraz norwesko-brytyjską załogę Pettera Solberga i Phila Millsa w Subaru Imprezie WRC. Z kolei w Junior WRC zwyciężyli Włosi Andrea Dallavilla i Giovanni Bernacchini, jadący Citroënem Saxo VTS S1600.
Rajdu nie ukończyło sześciu kierowców fabrycznych. Kierowca Forda Focusa WRC Hiszpan Carlos Sainz odpadł na 3. odcinku specjalnym z powodu utraty oleju. Brytyjczyk Alister McRae jadący Mitsubishi Lancerem WRC zrezygnował z jazdy na 8. oesie po wypadku i odniesieniu obrażeń. Kierowcy Subaru Imprezy WRC Fin Tommi Mäkinen i Austriak Achim Mörtl odpadli odpowiednio na 7. i 11. oesie. Mäkinen miał awarię przekładni, a Mörtl – wypadek, w wyniku którego został przewiezony do szpitala. Fin Toni Gardemeister w Škodzie Octavii WRC odpadł na 14. oesie z powodu wypadku. Z rajdu odpadł również kierowca Hyundaia Accenta WRC Niemiec Armin Schwarz. Na 1. oesie wypadł z trasy.

## Klasyfikacja ostateczna
| Miejsce                     | Zawodnik                  | Pilot                     | Samochód                  | Czas                      | Strata                    | Grupa                     | Punkty                    |
| WRC (pierwsza dziesiątka)   | WRC (pierwsza dziesiątka) | WRC (pierwsza dziesiątka) | WRC (pierwsza dziesiątka) | WRC (pierwsza dziesiątka) | WRC (pierwsza dziesiątka) | WRC (pierwsza dziesiątka) | WRC (pierwsza dziesiątka) |
| --------------------------- | ------------------------- | ------------------------- | ------------------------- | ------------------------- | ------------------------- | ------------------------- | ------------------------- |
| 1.                          | Gilles Panizzi            | Hervé Panizzi             | Peugeot 206 WRC           | 4:10:15.6                 |                           | A8 M                      | 10                        |
| 2.                          | Marcus Grönholm           | Timo Rautiainen           | Peugeot 206 WRC           | 4:10:36.5                 | +20.9                     | A8 M                      | 6                         |
| 3.                          | Petter Solberg            | Phil Mills                | Subaru Impreza WRC        | 4:11:22.0                 | +1:06.4                   | A8 M                      | 4                         |
| 4.                          | Richard Burns             | Robert Reid               | Peugeot 206 WRC           | 4:11:34.5                 | +1:18.9                   | A8 M                      | 3                         |
| 5.                          | Markko Märtin             | Michael Park              | Ford Focus WRC            | 4:12:10.5                 | +1:54.9                   | A8 M                      | 2                         |
| 6.                          | Jesús Puras               | Carlos del Barrio         | Citroën Xsara WRC         | 4:12:54.9                 | +2:39.3                   | A8                        | 1                         |
| 7.                          | Cédric Robert             | Gérald Bedon              | Peugeot 206 WRC           | 4:13:16.9                 | +3:01.3                   | A8                        |                           |
| 8.                          | Colin McRae               | Nicky Grist               | Ford Focus WRC            | 4:15:33.1                 | +5:17.5                   | A8 M                      |                           |
| 9.                          | Harri Rovanperä           | Voitto Silander           | Peugeot 206 WRC           | 4:16:34.5                 | +6:18.9                   | A8                        |                           |
| 10.                         | François Delecour         | Daniel Grataloup          | Mitsubishi Lancer WRC     | 4:17:40.0                 | +7:24.4                   | A8 M                      |                           |
| JWRC (punktujący zawodnicy) |                           |                           |                           |                           |                           |                           |                           |
| 1. (15.)                    | Andrea Dallavilla         | Giovanni Bernacchini      | Citroën Saxo VTS S1600    | 4:28:26.4                 |                           | A6                        | 10                        |
| 2. (16.)                    | Giandomenico Basso        | Luigi Pirollo             | Fiat Punto S1600          | 4:28:36.0                 | +9.6                      | A6                        | 6                         |
| 3. (17.)                    | Daniel Solà               | Alex Romaní               | Citroën Saxo VTS S1600    | 4:28:56.1                 | +29.7                     | A6                        | 4                         |
| 4. (18.)                    | Nicola Caldani            | Dario D'Esposito          | Fiat Punto S1600          | 4:28:56.5                 | +30.1                     | A6                        | 3                         |
| 5. (19.)                    | Gianluigi Galli           | Guido D’Amore             | Fiat Punto S1600          | 4:30:34.6                 | +2:08.2                   | A6                        | 2                         |
| 6. (20.)                    | François Duval            | Jean-Marc Fortin          | Ford Puma S1600           | 4:31:29.4                 | +3:03.0                   | A6                        | 1                         |

1. ↑  Litera M przy oznaczeniu grupy do której należy samochód oznacza, iż tylko ci kierowcy zdobywali punkty dla swoich zespołów liczonych w klasyfikacji producentów na koniec sezonu.

## Zwycięzcy odcinków specjalnych
| Dzień      | Odcinek | G. rozp. | Nazwa            | Długość | Zwycięzca                      | Czas    | Lider rajdu     |
| ---------- | ------- | -------- | ---------------- | ------- | ------------------------------ | ------- | --------------- |
| 1 (20 WRZ) | SS1     | 08:07    | Passo Teglia 1   | 14.44km | Marcus Grönholm                | 10:23.5 | Marcus Grönholm |
| 1 (20 WRZ) | SS2     | 08:32    | Passo Drego 1    | 26.46km | Gilles Panizzi                 | 17:41.9 | Gilles Panizzi  |
| 1 (20 WRZ) | SS3     | 09:40    | Ghimbegna 1      | 10.44km | Gilles Panizzi                 | 6:38.9  | Gilles Panizzi  |
| 1 (20 WRZ) | SS4     | 12:09    | Cosio 1          | 19.19km | Gilles Panizzi                 | 12:13.0 | Gilles Panizzi  |
| 1 (20 WRZ) | SS5     | 12:55    | San Bartolomeo 1 | 25.38km | Gilles Panizzi                 | 15:03.7 | Gilles Panizzi  |
| 1 (20 WRZ) | SS6     | 15:33    | Passo Teglia 2   | 14.44km | Gilles Panizzi                 | 10:19.4 | Gilles Panizzi  |
| 1 (20 WRZ) | SS7     | 15:58    | Passo Drego 2    | 26.46km | Gilles Panizzi                 | 17:30.0 | Gilles Panizzi  |
| 1 (20 WRZ) | SS8     | 17:06    | Ghimbegna 2      | 10.44km | Gilles Panizzi                 | 6:40.4  | Gilles Panizzi  |
| 2 (21 WRZ) | SS9     | 08:25    | San Romolo 1     | 10.69km | Marcus Grönholm                | 6:45.6  | Gilles Panizzi  |
| 2 (21 WRZ) | SS10    | 09:18    | Colle Langan 1   | 42.31km | Marcus Grönholm Gilles Panizzi | 28:52.8 | Gilles Panizzi  |
| 2 (21 WRZ) | SS11    | 12:09    | Cosio 2          | 19.19km | Marcus Grönholm                | 12:11.4 | Gilles Panizzi  |
| 2 (21 WRZ) | SS12    | 12:55    | San Bartolomeo 2 | 25.38km | Gilles Panizzi                 | 15:03.3 | Gilles Panizzi  |
| 2 (21 WRZ) | SS13    | 15:51    | San Romolo 2     | 10.69km | Petter Solberg                 | 7:03.1  | Gilles Panizzi  |
| 2 (21 WRZ) | SS14    | 16:44    | Colle Langan 2   | 42.31km | Petter Solberg                 | 28:59.9 | Gilles Panizzi  |
| 3 (22 WRZ) | SS15    | 07:57    | Pantasina 1      | 25.03km | Petter Solberg                 | 14:55.2 | Gilles Panizzi  |
| 3 (22 WRZ) | SS16    | 08:50    | Medatica 1       | 18.98km | Marcus Grönholm                | 12:03.0 | Gilles Panizzi  |
| 3 (22 WRZ) | SS17    | 11:28    | Pantasina 2      | 25.03km | Richard Burns                  | 14:51.4 | Gilles Panizzi  |
| 3 (22 WRZ) | SS18    | 12:21    | Mendatica 2      | 18.98km | Marcus Grönholm                | 12:01.0 | Gilles Panizzi  |

## Klasyfikacja po 11 rundach
Tabele przedstawiają tylko pięć pierwszych miejsc.

### Kierowcy
| Lp. | Kierowca        | Pkt |
| --- | --------------- | --- |
| 1   | Marcus Grönholm | 57  |
| 2   | Richard Burns   | 34  |
| 2   | Colin McRae     | 33  |
| 4   | Gilles Panizzi  | 31  |
| 5   | Carlos Sainz    | 26  |

### Producenci
| Lp. | Producent                    | Pkt |
| --- | ---------------------------- | --- |
| 1   | Peugeot Total                | 131 |
| 2   | Ford Rallye Sport            | 86  |
| 3   | 555 Subaru WRT               | 46  |
| 4   | Marlboro Mitsubishi Ralliart | 9   |
| 4   | Škoda Motorsport             | 8   |